# Egyensúlyi és hallóideg

Az emberi fül. Jobb szélen a Nervus vestibulocochlearis két része.

Az egyensúlyi és hallóideg (nervus vestibulocochlearis; nervus statoacusticus VIII. agyideg) érzékszervi agyideg. Két külön részből áll, az egyensúlyi idegből (nervus vestibularis) és a hallóidegből (nervus cochlearis), amelyeknek az a szerepe, hogy a belső fülben lévő speciális érző végkészülékekből származó információkat a központi idegrendszerhez eljuttassák.
Együttesen futó vastag rövid idegek, amelyek a sziklacsontban lévő végkészülékeiktől kiindulva a belső hallójáraton keresztül közvetlenül belépnek a koponyaüregbe.

## Egyensúlyi ideg(nervus vestibularis)
A nervus vestibularis idegi ingerületeket továbbít a tömlőcskéből (utriculus)  és a zsákocskából (sacculus), amelyek információval szolgálnak a fej helyzetéről; valamint a félkörös ívjáratokból (canalis semicircularis)  amelyek a fej mozgásairól tájékoztatják a központi idegrendszert. Az idegrostok a belső hallójáratban (meatus acusticus internus) elhelyezkedő vestibularis dúc (ganglion vestibulare) idegsejtjeinek centrális nyúlványai. Az agytörzsbe a híd alsó széle és a nyúltvelő felső része közötti árokban lépnek be. Amint belépnek egy összetett magrendszerbe jutnak (vestibularis nuclearis komplexum), ahol a rostok rövid felszálló és hosszú leszálló rostokra oszlanak; kevés rost közvetlenül a kisagyba fut a felső kisagykarokon keresztül, elkerülve a  vestibularis magokat.

## Hallóideg(nervus cochlearis)
A nervus cochlearis hangra vonatkozó információkat szállít a hártyás csiga Corti szervéből. A hallóideg rostjai a belső fül spirális dúcában (ganglion spirale) lévő idegsejtek centrális nyúlványai. Az ideg az agytörzs elülső felszínén a híd alsó szélénél, az arcideg eredésétől oldalra lép ki. A hídba belépve az idegrostok két ágra oszlanak, az egyik ezek közül a (nucleus cochlearis posteriorba), a másik a (nucleus cochlearis anteriorba) lép be.

## Cochleáris magvak(nuclei cochleares)
Az elülső és hátsó cochleáris mag az alsó kisagykar felszínén helyezkedik el. Afferens rostokat a csigából a (nervus cochlearison) keresztül kapnak. A cochlearis magokból axonok (másodrendű neuronok) indulnak ki, amelyek a híd medialis részén haladnak keresztül és a trapéztestben (corpus trapezoideum) és az olajka magban (nucleus olivaris) végződnek. Ezekben az azonos vagy az ellenoldalon átkapcsolódnak. Az axonok innen felszállnak a híd és a középagy hátsó részén keresztül. A középagyat elérve a rostok vagy végződnek, vagy átkapcsolódnak, és az agyfélteke hallókérgéhez futnak. Az elsődleges hallókéreg (Brodmann 41 és 42-es mezők) a felső halántéki tekervényen (gyrus temporalis superior) van. A hangok felismerése és értelmezése az előző tapasztalatok alapján a másodlagos hallómezőben történik. A fülből származó impulzusok a hallási idegi útvonalakon az agytörzs mindkét oldalán továbbítódnak, nagyobb részük azonban az ellentétes oldalon halad. Sok elágazó rost fut az agytörzs hálózatos állományának (formatio reticularis) aktiváló rendszeréhez. A különböző hangok érzékelésének a Corti szervben meglévő, egymáshoz viszonyított térbeli elrendeződése megmarad a pálya felsőbb állomásaiban, és a primer hallómezőben.

## Leszálló hallási útvonalak
A hallókéregből és a hallópálya magjaiból eredő leszálló rostok követik a felszálló pályákat. Ezek a rostok kétoldaliak és a hallópálya különböző szintjein lévő sejteken, és a Corti-szerv szőrsejtjein végződnek. Ezek a rostok feltehetőleg visszacsatoló működésűek, és korlátozzák a hang érzékelését. Szerepük lehet a hallásélesség javításában is azzal, hogy egyes jeleket elnyomnak, másokat pedig felerősítenek.

## A nervus vestibulocochlearis lefutása
Az ideg vestibularis és cochlearis része az agyból a híd alsó széle és a nyúltvelő között lép ki. Oldalirányba futnak a hátsó koponyagödörben és az arcideggel (nervus facialis) együtt belépnek a belső hallójáratba (meatus acusticus internus). A rostok ezután eloszlanak a belső fül különböző részeihez.